# Sartoria Farani
La sartoria Farani è una sartoria teatrale fondata a Roma nel 1962.

## Storia
Negli anni cinquanta, Piero Farani, giovane attore e attrezzista presso la Rai di Torino, si trasferisce a Roma, in cerca di fortuna, nel pieno degli anni del boom economico. In questo clima, Farani conosce Danilo Donati, collaborando con lui ed entrando a far parte della sartoria Annamode. Qui inizia la realizzazione di bozzetti destinati a spettacoli di varietà, in un momento in cui il cinema italiano vive un periodo carico di eccezionale creatività.
Dopo alcuni anni in cui lavora come assistente, Farani diventa direttore della sartoria. Annamode delle sorelle Allegri. 
Da questa esperienza, nasce l'idea e il progetto di fondare una sartoria teatrale in proprio: in questo progetto, Farani è sostenuto da Danilo Donati. 
Così, nel 1962, inaugura la Sartoria Farani, la cui prima sede del laboratorio era in Viale Mazzini.
Il primo spettacolo per cui la sartoria realizza gli abiti è un Amleto con Proclemer/Albertazzi, regia di Zeffirelli.
La collaborazione tra Farani e Donati dura per più di quarant'anni, un sodalizio che, passando dalla televisione, al cinema e al teatro, grazie alla sperimentazione di tecniche innovative, tramite l'utilizzo di nuovi materiali, ha caratterizzato un'intera epoca e che ha portato a un cambiamento dei canoni classici della sartoria, dei costumi, e creando quelle che loro definivano le "materie".
La Sartoria Farani diventata un punto di riferimento centrale in tutto il panorama dello lo spettacolo cinematografico, teatrale, lirico italiano e non solo, anche di quello internazionale. La sartoria romana realizza infatti i costumi per i più celebri film di Pasolini, come, Il Vangelo secondo Matteo (1964), Uccellacci e uccellini (1966); Edipo re (1967) I racconti di Canterbury (1972), Il Decameron (1971).
Celeberrimi restano i costumi per La bisbetica domata (1967) di Zeffirelli, e quelli creati per Casanova (1976) e per L'intervista (1986) di Fellini. Nel 1969, Donati arriva a vincere l'Oscar per i costumi del Romeo e Giulietta di Franco Zeffirelli.
Dalla fine degli anni settanta, iniziano a collaborare con la Sartoria Farani una nuova generazione di registi e costumisti, tra cui Lele Luzzati e Santuzza Calì, Franca Squarciapino, Mauro Pagano, Maurizio Scaparro, Gabriele Lavia e Andrea Viotti.
Negli anni ottanta entra a far parte della storia dell'azienda Luigi Piccolo, che inizialmente collabora con Farani. Successivamente sarà proprio Piccolo, una volta subentrato al fondatore della sartoria al momento della sua scomparsa, avvenuta nel 1997, diventandone il direttore, a trasferire l'attività in via Dandolo, attuale sede della sartoria. Era stato lo stesso Farani che, con estrema lungimiranza, aveva visto in Piccolo il suo ideale continuatore, per l'attività da lui fondata. La direzione di Piccolo è caratterizzata da uno spostamento verso lo studio e la ricostruzione storica del costume, pur non rinnegando e proseguendo la tradizione della sperimentazione che ha caratterizzato la sartoria teatrale Farani fin dai suoi inizi.
A oggi, il Centro Studi e Archivio della Comunicazione di Parma conserva un fondo dedicato a Piero Farani e alla sartoria omonima, composto da 221 costumi teatrali e cinematografici e 225 stampe fotografiche. Le opere sono state donate con atto pubblico, dall’autore, nel 1993. Tale fondo è pubblico e parzialmente consultabile, i costumi sono sottoposti a tutela conservativa.